# 川島隆太
川島 隆太（かわしま りゅうた、1959年〈昭和34年〉5月23日 - ）は、日本の医学者。学位は、医学博士（東北大学）（1989年）。千葉県出身。
実父の川島勝弘は放射線医学の研究者で元北里大学教授、元科学技術庁放射線医学総合研究所副所長。

## 略歴
- 1978年 - 千葉県立千葉南高等学校卒業
- 1985年 - 東北大学医学部卒業
- 1989年 - 東北大学大学院医学研究科修了（医学博士）[1]
- 1991年 - スウェーデン王国カロリンスカ研究所客員研究員
- 1993年 - 東北大学加齢医学研究所助手
- 1998年 - 同講師
- 2001年 - 同教授を経て同大学未来科学技術共同研究センター教授
- 2006年 - 同大加齢医学研究所 脳機能開発研究分野 教授に配置換
- 2020年 - 国立大学共同利用・共同研究拠点協議会会長[2]

## 概要
専門分野はヒトの脳活動の仕組みの解明、研究と応用。認知症（痴呆症またはアルツハイマー病）患者の脳機能の回復、高齢者の認知症の予防または脳機能の改善、幼少児の脳機能の発達促進を目的に、産学共同で「脳イメージング」（「脳機能イメージング」または「ブレインイメージング」）理論の研究に取り組んでいる。
研究成果の一つとして発表したのが「学習療法」。毎日あるいは最低でも週3日以上、10分から20分ほど継続的に読み・書き・計算を反復学習することによって、非薬物療法として、認知症患者の脳の再活性化を促し、脳機能の改善、回復を促すという理論である。著書の中で音読・単純計算が脳を鍛えるなどと述べられている。また、そろばんと脳の研究にも目を向け、現在は日本珠算連盟の有識者懇談会座長に就任している。「学習療法」を一般の人向けにアレンジした本が、「脳を鍛える大人の計算ドリル」と「脳を鍛える大人の音読ドリル」シリーズである。
これらは2004年に一大ブームとなり、シリーズ合計350万部(2006年4月現在)を売り上げている。同年には、学習療法を携帯型の知育玩具にして、手軽に楽しめるようにした「脳力トレーナー」がセガトイズより発売され、9ヶ月間で20万台を売り上げるヒット商品となった。2005年には、自身が監修を務めたタッチペンを使って楽しく脳の活性化や脳年齢の測定ができるニンテンドーDS用ソフト『脳を鍛える大人のDSトレーニング』が任天堂より発売、こちらもシリーズ2作の販売合計が870万本（2009年1月現在）を突破する大ヒットを果たした。当ソフトでは川島の顔の3Dポリゴンが登場し、プレーヤーに話しかけたりアドバイスを与えたりする仕様が特徴となっている。2006年には、同ソフトの北米版と欧州版も発売され、好調な売り上げを見せている。2008年6月にはニンテンドーDSソフト『日本珠算連盟監修いつでもそろばんDS』（フォーウィンズより発売）の推薦もしている。
なお、「『学習療法R』は東北大学・川島隆太教授と公文教育研究会の登録商標」であると、日本公文教育研究会の学習療法研究会公式サイトには表明されており、障害児の教育にも効果があるとうたわれている（「障害や年齢にとらわれずにその子の力に応じた学習を」「障害児の教育」）。

## 批判
一方で、川島が提唱する学習療法および、いわゆる脳トレブーム全般（川島が監修したものではないブームに便乗した商品も含む）への批判も少なからず存在する。
元・北海道大学教授の澤口俊之による「この学習療法が認知症患者に対して効果があるのは、その患者の脳血流量が極端に減っているためである」という説がある。
週刊朝日は、久保田競（認知神経科学。京大霊長類研究所時代の川島の指導教官）による「（学習療法の効果を論じた川島論文は）不備な点や論理の飛躍が多く、科学的な根拠を示しているとはとても言えない」という指摘、前掲澤口による「20代の健常者を対象とした、そろばん計算などでは複雑な計算時の方が、より前頭前野の血流量が増えるという検証データもある」という指摘、東京都精神医学総合研究所・星詳子リサーチディレクターによる「単純に脳の血流量の増減だけで脳の機能を論じることは難しい」「前頭前野は習熟した行動には関与しなくなる傾向があるので、その場合は血流量の増加が認められなくなる」という指摘などを報じている。
また、理化学研究所の津本忠治は「一部の研究者あるいは自称『脳科学者』が十分なコントロールのデータもなく言っている戯言」と一蹴。また同研究所の加藤忠史は自身の論文の中で心理的ストレス、けいれん、覚醒剤投与などでも血液が増加することが報告されているのを指摘し、「『痛みで脳を活性化』、『ストレスで脳を活性化』と言われても誰も納得しないだろう」と述べている。

## その他
- 一時期、一部のマスコミで、ゲーム脳理論（テレビゲームで遊ぶことで脳が壊れるとする疑似科学論）と川島の研究成果とを混同して報じられたことがあったが、川島自身はゲーム脳理論を強く否定している。自己の研究成果をもとに「全くの迷信、妄想だということがわかってきている」と述べており[9]、自著の中でも「テレビゲームにより脳が壊れることは100%ない」と断言している（ゲーム脳の項を参照）。
- 一方で、自分の子供に対して「ゲームは休日1時間のみ」と決めており、かつて子供がそれを破ったためにゲームソフトを破壊したことがあると述べた[10]。しかし、これは脳の研究成果に基づいたものではなく、「ゲームが怖いと思うのは、何時間でも潰せてしまうこと。ゲームが悪いとは思わないが、度が過ぎれば勉強時間や家族とのコミュニケーションがなくなるんじゃないかと心配しています」と、あくまで父親としての育児方針の一環であるとコメントしている[11]。
- ゲームセンターに通う程のゲーマーであり、マリオやドラゴンクエスト、実況パワフルプロ野球をプレイした事があるほか、Nintendo Switch発売後は『ゼルダの伝説 ブレス オブ ザ ワイルド』や『スプラトゥーン2』をプレイ、『ゼルダの伝説 夢をみる島』に至っては仕事の合間にプレイした結果2～3週間でクリアしたこと[12][13]、2020年7月には『あつまれ どうぶつの森』で自身の島が五つ星評価されていることを語っている[14][15]。そのため『大乱闘スマッシュブラザーズ SPECIAL』への出演依頼が来た際には「二つ返事で承諾した」という[12]。
- 2007年5月、2006年度にゲームソフトや知育玩具の監修料として支払われた約4億4000万円のうち、大学の規定で個人の取り分となる半額分を含めて全額を研究室に投資し、東北大学加齢医学研究所ブレイン・ダイナミクス研究棟を新設した[16]。同研究棟には2光子レーザー顕微鏡など最新鋭の研究機器が配される。
- 2008年2月の時点で、ゲーム会社や出版社、各種メディアからのロイヤリティは24億円に上ることが明らかとなった。大学の規定でこの半額の12億円を川島が受け取る権利があったが、「1100万円の給料で十分。大金が入って遊びに行く暇があるなら、研究に費やしたい」と受け取りを辞退、再び全額を大学の研究室建設費用に充てた。その事実を家族は報道で初めて知った[11]。
- 2010年10月29日放映のたけしのニッポンのミカタ!に出演した際には、「脳トレで頭が良くなるとは限らない」と発言した[17]。また、コンピューターを利用した脳トレーニングについて、思考力や記憶などの認知機能を高める効果は期待できないとのネイチャーの論文[18]に関して、「ネイチャーの論文の結果は当然のこと」と説明した[17]。
- 2016年1月6日、東北大学加齢医学研究所・認知機能発達（公文教育研究会）寄附研究部門の竹内光准教授・川島隆太教授らの研究グループは、ビデオゲームプレイ習慣が数年後の言語知能や脳の微小形態の特徴とどう関連しているかを解析し、長時間のビデオゲームが小児の広汎な脳領域の発達や言語性知能に及ぼす悪影響を発見したと発表した[19]。

## 著書
- 『自分の脳を自分で育てる たくましい脳をつくり、じょうずに使う』（2001年）（くもん出版）『川島隆太の自分の脳を自分で育てる 朝5分の音読・単純計算』講談社+α文庫
- 『読み・書き・計算が子どもの脳を育てる』（2002年）（子どもの未来社）のち祥伝社黄金文庫
- 『高次機能のブレインイメージング 神経心理学コレクション』（2002年）（医学書院）
- 『朝刊10分の音読で「脳力」が育つ 脳科学の最先端研究が明かす驚異の事実』（2002年）（PHPエディターズ・グループ）のち文庫
- 『「音読」すれば頭がよくなる 一日二〇分!能力はここまでアップする』（2003年）（たちばな出版）
- 『子どもを賢くする脳の鍛え方 徹底反復!読み書き計算』（2003年）（小学館）
- 『脳を育て、夢をかなえる 脳の中の脳「前頭前野」のおどろくべき働きと、きたえ方』（2003年）（くもん出版）
- 『おいしい父親の作り方かしこい子どもの育て方 脳が教える幸せレシピ』（2003年）（学研）『子どもの脳を鍛える子育てアドバイス』光文社知恵の森文庫
- 『川島隆太教授の脳を鍛える大人の計算ドリル 単純計算60日』（2003年）（くもん出版）
- 『川島隆太教授の脳を鍛える大人の音読ドリル名作音読・漢字書き取り60日』（2003年）（くもん出版）
- 『大人から子どもまで脳力を鍛える音読練習帳』（2004年）（宝島社）のち文庫
- 『5分間活脳法 誰でもできる頭の鍛え方』（2004年）（大和書房）『脳年齢若がえり!大人の5分間トレーニング』文庫
- 『頭をよくする本 川島隆太先生と100人の子どもたちが脳について考えてみた!』ベストセラーズ 2004
- 『大人から子どもまで「脳力」を鍛える音読練習帳 決定版!』宝島社 2004
- 『大人から子どもまで毎日つづける「脳力」日記帳』宝島社 2004
- 『川島隆太教授の脳を鍛える携帯版大人のドリル』くもん出版 2004
- 『川島隆太教授の脳を鍛える即効トレーニング』二見書房 2004
- 『「図解」頭がよくなる朝、10分の習慣 簡単!今日からできる記憶力・創造力・学習力アップの切り札』PHP研究所 2004
- 『天才の創りかた』講談社インターナショナル 2004 のち+α文庫
- 『大人から子どもまで「脳力」を鍛える音読練習帳 世界の名作童話 最新版!』宝島社 2005
- 『川島隆太教授の脳を鍛える大人の料理ドリル 料理の基本テクニック30日』くもん出版 2005
- 『図解頭がよくなる脳の使い方 カンタン脳トレーニングでできる・やる気が涌く・記憶力アップ!』大和書房 2005
- 『脳を鍛える新聞の読みかた 毎朝10分の音読と簡単トレーニングで脳がめざめる』中央公論新社 2005
- 『脳年齢チェック 脳を知る5種類のテスト 川島教授が、手軽にできる脳トレーニングも提案!』PHP研究所 2006
- 『現代人のための脳鍛錬』2007 文春新書
- 『さらば脳ブーム』（2010年、新潮新書）

## 共著
- 『音読と計算で子供の脳は育つ 最先端脳科学者の「夫婦で健脳子育て」』（川島英子共著、2003年、二見書房）
- 『川島隆太・隂山英男・杉田久信の驚異の学力づくり』フォーラム・A 2004
- 『脳をパワーアップしたい大人のための脳のなんでも小事典 脳を知り、鍛え、育むためのビジュアルガイド』泰羅雅登,中村克樹共著 技術評論社 2004
- 『脳と音読』安達忠夫共著 2004 講談社現代新書
- 『痴呆に挑む 学習療法の基礎知識』山崎律美共著 くもん出版 2004
- 『脳の力こぶ 科学と文学による新「学問のすゝめ」』藤原智美共著 集英社 2006 のち文庫
- 『オトナのための脳授業 ボクらの時代』泰羅雅登,中村克樹共著 扶桑社 2007
- 『記憶がなくなるまで飲んでも、なぜ家にたどり着けるのか? 身近な酔っ払いに学ぶ脳科学』泰羅雅登共著 ダイヤモンド社 2007 のち新潮文庫
- 『脳トレ教授川島隆太の脳は朝ごはんで決まる!』小菅陽子料理 高橋敦子栄養解説 ヴィレッジブックス 2007
- 『遺伝子学者と脳科学者の往復書簡 今、子どもたちの遺伝子と脳に何が起きているのか?』村上和雄共著 くもん出版 2010
- 『年を重ねるのが楽しくなる!〈スマート・エイジング〉という生き方』村田裕之共著 2012 扶桑社新書

## 翻訳
- ロジャー・フォン・イーク『頭脳を鍛える練習帳』三笠書房 2005

## 監修
- 脳力トレーナー / 脳力トレーナー 音読編 / 携帯脳力トレーナー
（セガトイズ・知育玩具 2004年～2005年）
- 脳を鍛える大人のDSトレーニング
（任天堂・ニンテンドーDS 2005年5月10日）
2015年8月5日よりWii Uのバーチャルコンソールで配信。
  - Brain Age: Train Your Brain in Minutes a Day!
（任天堂オブアメリカ・ニンテンドーDS 2006年4月17日）
  - Prof Kawashima's Brain Training : How Old is Your Brain?
（任天堂オブヨーロッパ・ニンテンドーDS 2006年5月19日）
- もっと脳を鍛える大人のDSトレーニング
（任天堂・ニンテンドーDS 2005年12月29日）
- ちょっと脳を鍛える大人のDSiトレーニング 文系編 / 理系編
（任天堂・ニンテンドーDSi（ニンテンドーDSiウェア）2008年12月24日）
- ちょっと脳を鍛える大人のDSiトレーニング 数独編
（任天堂・ニンテンドーDSi（ニンテンドーDSiウェア）2009年4月22日、2015年頃配信終了）
- ものすごく脳を鍛える5分間の鬼トレーニング
（任天堂・ニンテンドー3DS 2012年7月28日）
川島の声は荻野晴朗。
- 脳を鍛える大人のNintendo Switchトレーニング
（任天堂・Nintendo Switch 2019年12月27日）
- 脳力トレーナー ポータブル
（セガ/セガトイズ・PlayStation Portable 2005年10月20日）
- 脳力トレーナー ポータブル2
（セガ/セガトイズ・PlayStation Portable 2006年5月25日）
- 体で答える新しい脳トレ
（バンダイナムコゲームス・Xbox 360（Kinect）2010年11月20日）
- 楽しい脳トレ監修版
（中央情報システム株式会社・パソコンソフト 2006年4月21日）
- みんなで鍛える全脳トレーニング
（バンダイナムコゲームス・アーケードゲーム 2006年12月）
- 家族みんなの脳力トレーナー
（セガトイズ・アドバンスピコ・ビーナ 2005年10月）
- Let's!TVプレイ 脳と体を鍛える体感頭脳ファミリーマットレ
（バンダイ・プラグ&プレイ型体感ゲーム機 2006年）
- 脳芸教室～大人の塗り絵
（三菱鉛筆・文房具 2007年4月23日）

## テレビ出演
- 知るを楽しむ「この人・この世界 脳を鍛える」（2006年2月・3月 NHK教育テレビジョン）
- 川島隆太教授のテレビいきいき脳体操（2005年～ 仙台放送製作、仙台放送・北海道文化放送・石川テレビ・長野放送・さんいん中央テレビ・テレビ西日本・テレビ宮崎・サンテレビの8局ネット）※ 川島の冠番組で、アドバイサーとしてレギュラー出演。
- 世界一受けたい授業（2006年5月27日放送 日本テレビ系列）
- テレビ特別講義「学習する脳の仕組み」（2005年 放送大学テレビ）※ 1学期に2回程度再放送
- INsideOUT「脳の謎に迫る」（2009年5月26日、BS11）
- 脳テレ〜あたまの取扱説明書（トリセツ）〜（2008年6月8日、2009年6月7日、2010年6月6日 フジテレビ系列）